# Adobe Illustrator
Adobe Illustrator，簡稱“Ai”，是Adobe系统公司推出的基于向量的图形製作軟體。最初是1986年为苹果公司麦金塔电脑设计开发的，1987年1月发布，在此之前它只是Adobe内部的字体开发和PostScript编辑軟體。

## 软件特点
最大特征在于貝茲曲線的使用，使得操作简单功能强大的向量绘图成为可能。现在它还集成文字处理、上色等功能，不仅在插图制作，在印刷制品（如广告传单、小册子）设计制作方面也广泛使用，事实上已经成为桌面出版（DTP）业界的默认标准。它的主要竞争对手是Macromedia Freehand；但是在2005年4月18日，Macromedia被Adobe公司收購。
所谓的貝茲曲線方法，在这个软件中就是通过“钢笔工具”设定“锚点”和“方向线”实现的。一般用户在一开始使用的时候都感到不太习惯，并需要一定练习；但是一旦掌握以后能够随心所欲绘制出各种线条，并直观可靠。
它同时作为创意软體套装Adobe Creative Cloud的重要组成部分，与兄弟軟體——位图图形处理软體Photoshop有类似的界面，并能共享一些插件和功能，实现无缝连接。同时它也可以将文件输出为Adobe Animate格式。因此，可以通过Illustrator让Adobe公司的产品与Adobe Animate连接。

### 早期发布
Illustrator的发布，从很多角度来看，都是一种赌博。Macintosh并没很大的市场分额，而能输出Illustrator文件的唯一一种印表機是苹果的LaserWriter（同样是新款而高贵）；而且对于主流用户來说，使用貝茲曲線绘图也是非常新鲜的；再加上当时Macintosh只能在9英寸显示器上显示黑白圖形，所以很多选项都被限制了。不过Illustrator加速了Macintosh大型显示器的开发速度。
虽然在开始学习钢笔工具的时候需要一定时间，但是Illustrator的可实现性和强大功能吸引了众多用户，并成功超越了MacDraw等软件，并填补了普通绘图和CAD程序的空白。
Adobe将Illustrator文档转换为PostScript文件，因此当用户要打印的时候，用户就直接将文档送到PostScript打印机，而不是从Illustrator打印。由于PostScript是一可读的文本形式，第三方开发者可以很容易地为集成Illustrator文档编写程序。

### 1.1–3版本
Illustrator 1.0很快就被1.1版本取代，并得到广泛使用。1.1版本一个有趣的特征是包含一张录像带，内容是Adobe创始人约翰·沃尔诺克对软件特征的宣传。之后的一个版本称为88版，因为发行时间是1988年。之后推出的3.0版本注重加强了文本排版功能，包括“沿曲线排列文本”功能。也就在这时，Aldus公司开发了Mac系统版本的FreeHand，拥有更简易的曲线功能和更复杂界面，带有渐变填充功能。之后FreeHand与Illustrator, PageMaker和QuarkXPress成为桌面出版商必备的“四大件”。而对于Illustrator，用户意见最大的“真混合渐变填充”功能直到多年以后的Illustrator 5中才得以实现。
Adobe在用户界面方面一直勇于创新。它不模仿其他Mac系统软件的做法，而是设置了丰富的快捷键组合方式实现了各种导航工具的快速切换。不过，现在Mac OS和Windows平台的快捷键方式并不完全相同。

### 2–5版本
虽然一开始仅为麦金塔系统使用，但是Illustrator支持其他平台。1990年代早期，Adobe发布了Illustrator的NeXT、Silicon Graphics IRIX、和Sun公司的Solaris系统平台的版本；但是由于市场反应不好，没有继续下去。Illustrator的第一个视窗系统版本是1989年初发布的2.0版，但很不成功。之后的一个视窗版本4.0被广泛批评与Illustrator 1.1过于相似，而和Mac系统用的3.0版却不搭界。因此在视窗系统上，无法超越CorelDraw。
注意：2.0和4.0版本只有视窗系统版本，在4.0版中Illustrator第一次支持预览模式，而Mac用户只有等到1993年的5.0版才有这个功能。

### 6–7版本
Illustrator 6在1996年发布时，在路径编辑上作了一些改变，主要是为了和Photoshop统一，但导致一些用户的不满，一直拒绝升级。Illustrator同时也开始支持TrueType字体，从而引发了PostScript Type 1和TrueType之间的“字体大战”。和Photoshop一样，Illustrator也开始支持插件，使得功能得到了极大的扩展。
在1997年发布的7.0版本终于使麦金塔和视窗两个平台实现了相同功能，设计师们开始向Illustrator靠拢。Corel的其他问题颇多（比如WordPerfect与微软的竞争），他们把CorelDraw放到消费者市场，让非专业人士使用。1996年末，Corel发布Mac平台的CorelDraw 6.0反响很小。Aldus公司发布的视窗版FreeHand也不敌Illustrator。1994年Adobe收购了Aldus公司及其旗下的PageMaker软件，作为交换它把FreeHand卖给了Macromedia。
7.0版本的新功能有“变形面板”、“对齐面板”、“形状工具”等等。

### 8-10版本
随着互联网络的发展，Illustrator加强了对网络出版的支持，增加了栅格化预览、PDF和SVG支持。
8.0版本的新功能有“动态混合”、“笔刷”、“渐变网络”等等。这个版本运行稳定，时隔多年的今日仍有广大用户使用。
9.0版本的新功能有“透明效果”、“保存Web格式”、“外观”等。但是实际使用中透明功能却经常带来麻烦，导致很多用户仍使用版本8而不升级。
10.0版本也是Mac OS 9上能运行的最高版本。主要新功能有“封套”（envelope）、“符号”（Symbol）、“切片”等功能。切片功能的增加，使得可以将图形分割成小GIF、JEPG文件，明显是出于网络图像的支持。

### 品牌
从1.0版本开始，Adobe选择波提切利的名画《维纳斯的诞生》中维纳斯的头像作为Illustrator的品牌形象，寄托了开发人员将这个产品给电子出版界带来新的文艺复兴的愿望。当初的市场企划人员发现这个头像也非常适合展现Illustrator的平滑曲线表现功能。多年以来，虽然每个版本中头像都有细微变化，但是一直保存至10.0版本。

### CS–CS 6版本
被纳入Creative Suite套装后不用数字编号，而改称CS版本，并同时拥有Mac OS X和Microsoft Windows操作系统两个版本。维纳斯的头像从Illustrator CS（实质版本号11.0）被更新为一朵艺术化的花朵，增加创意软件的自然效果。CS版本新增功能有新的文本引擎（对OpenType的支持）、“3D效果”等等。
Illustrator的CS2版（即12.0）。主要新增功能有“动态描摹”、“动态上色”、“控制面板”和自定义工作空间等等，在界面上和Photoshop等得到了统一。动态描摹可以将位图图像转化为矢量图型，动态上色可以让用户更灵活的给复杂对象区域上色。
对于Mac用户来说，Mac平台版本都是针对PowerPC编写的，所以使用新英特尔麦金塔用户需要调用Rosetta进行编码转换，导致运行速度大大减慢。
CS3于2007年3月27日发布，4月发售。Mac平台版本是通用二进制版本。

这个版本的新功能包括：
- 动态颜色（Live Color），提供根据配色理论创建的配色组合，动态的作用于所选择的物件，并可以一次改变整个作品的色调。
- emapping控制可以从一个图像中重建颜色数量。
- 与Flash的集成，使用命名的符号和动态文本
- 增强的绘图工具和控制
- 更快的运行速度
- 橡皮擦工具：能作用于矢量物体
- 裁切区域工具
- 改进的独立模式：可以编辑隐藏的物体和组[8]

CS6版本為Adobe Illustrator的第十六個版本，除了新增許多功能之外，還包括了Bug的修正。
新功能包含了：
- 使用了全新的Adobe Mercury Performance System
- 可隨時編輯的各種圖樣重複類型
- 全新的影像描圖引擎
- 介面精簡化
- 漸層筆畫
- 面板中內嵌編輯
- 高斯模糊、色彩面板、變形面板、字型面板、控制面板增強功能
- 可固定的隱藏工具
- 具個別空間的工作區

### CC版本
CC版本為Adobe Illustrator的第十七個版本，並捨棄永久授權制，改由訂閱付費制。
新功能包含了：
- Creative Cloud資料庫
- 觸控工作區
- 曲線工具
- 合併工具
- 即時形狀：矩形和圓角矩形
- 錨點增強功能
- Windows GPU加速
- Typekit遺漏字體工作流程
- 即時轉角
- 全面革新的鉛筆工具
- 重塑路徑區段
- 觸控和筆壓的Windows 10支援
- 自訂工具面板
- 多方互動SVG匯出
- 觸控文字工具
- 以影像製作筆刷
- CSS擷取
- 同步設定

## 发行历史
| 版本               | 平台                   | 发行日期       | 开发代号                      | 主要特性 |
| ------------------ | ---------------------- | -------------- | ----------------------------- | --- |
| 1.0                | Mac OS                 | 1987年1月      | 毕加索（Picasso）             | |
| 1.1                | Mac OS                 | 1987年3月19日  | 印加帝国（Inca）              | |
| 88                 | Mac OS                 | 1988年3月      |                               | |
| 2.0                | Windows                | 1989年1月      | Pinnacle                      | |
| 3                  | Mac OS, NeXT，其他Unix | 1990年10月     | 沙漠驼鹿（Desert Moose）      | 创建图形 |
| 3.5                | IRIX                   | 1991年         |                               | |
| 4                  | Windows                | 1992年9月      | 袋鼠（Kangaroose）            | |
| 3.5                | Solaris                | 1993年         |                               | |
| 5                  | Mac OS                 | 1993年6月      | 土星（Saturn）                | 图层，预览模式下实时编辑 |
| 5.5                | Mac OS, Solaris        | 1994年6月      | 雅努斯（Janus）               | 拼写检查，查找/替换文本 |
| 5.5.1              | IRIX                   | 1995           |                               | |
| 5.1                | Windows                | 1998           | Pavel                         | |
| 6                  | Mac OS                 | 1996年2月      | 大力水手（Popeye）            | 梯度，滴管，油漆桶 |
| 7                  | Mac/Windows            | 1997年5月      | 辛巴（Simba）                 | |
| 8                  | Mac/Windows            | 1998年9月      | 猫王（Elvis）                 | |
| 9                  | Mac/Windows            | 2000年6月      | 马蒂斯（Matisse）             | |
| 10                 | Mac/Windows            | 2001年11月     | Paloma                        | |
| CS (11)            | Mac/Windows            | 2003年10月     | 盘古大陆（Pangaea）/Sprinkles | |
| CS2 (12)           | Mac/Windows            | 2005年4月27日  | 黄道带（Zodiac）              | |
| CS3 (13)           | Mac/Windows            | 2007年4月      | 杰森（Jason）                 | |
| CS4 (14)           | Mac/Windows            | 2008年10月     | 十四行诗（Sonnet）            | |
| CS5 (15)           | Mac/Windows            | 2010年4月      | 阿旃陀（Ajanta）              | |
| CS6 (16, 16.0.2)   | Mac/Windows            | 2012年5月      | Ellora                        | Adobe Mercury Performance System, 64位内存支持, 新用户界面, gradient on a stroke, 图案创作工具, ImageTrace (replaces Live Trace)                                                                               |
| CC (17)            | Mac/Windows            | 2013年6月      |                               | Deeper Creative Cloud integration (字体, 调色板和设置同步, Behance integration), new typing capabilities, images in brushes, CSS extraction                                                                    |
| CC 2014 (18)       | Mac/Windows            | 2014年6月18日  |                               | |
| CC 2015 (19.0.0)   | Mac/Windows            | 2015年6月16日  |                               | Linked assets in Libraries, Adobe Stock integration, Faster [zoom/pan/scroll], Safe mode, file data recovery, GPU performance, tool and workspace enhancements                                                 |
| CC 2015 (19.2.0)   | Mac/Windows            | 2015年11月30日 |                               | Enhanced Creative Cloud Libraries, Shaper tool, new Live Shapes, Dynamic Symbols, Smart Guides, new SVG Export options, Touch Workspace enhancements                                                           |
| CC 2017 (21.0.0)   | Mac/Windows            | 2016年10月11日 |                               | |
| CC 2018 (22.0.1)   | Mac/Windows            | 2017年10月18日 |                               | |
| CC 2018.1 (22.1.0) | Mac/Windows            | 2018年3月13日  |                               | Increased anchor point and handle sizes; import multi-page PDF files; support for CSV data source files; live SVG paste; locked items don't move with artboards by default                                     |
| CC 2019 (23.0.0)   | Mac/Windows            | 2018年10月15日 |                               | Freeform Gradients; Global Edit; Trim View; Scalable UI; customizable toolbars; Content-Aware Crop; Presentation Mode; enhanced visual font browsing; stability enhancements                                   |
| CC 2019 (23.0.2)   | Mac/Windows            | 2019年2月8日   |                               | Lock for the New Customizable Toolbar; Rotate dialogue box does have default focus on the rotate input widget; constraint angle with the Shift key to draw linear and radial gradients; stability enhancements |
| 2019 (23.0.3)      | Mac/Windows            | April 2019     |                               | |

## 同类应用
- Sketch
- Figma
- Adobe Photoshop
- Affinity Designer
- Adobe Experience Design

## 外部連結
- 官方頁面（页面存档备份，存于）